# (5035) Swift
(5035) Swift es un asteroide perteneciente al cinturón de asteroides, descubierto el 18 de octubre de 1991 por Seiji Ueda y el astrónomo Hiroshi Kaneda desde el Kushiro Marsh Observatory, Hokkaido, Japón.

## Designación y nombre
Designado provisionalmente como 1991 UX. Fue nombrado Swift en honor cazador de cometas estadounidense Lewis Swift, uno de sus primeros descubrimientos fue 109P/Swift-Tuttle (cuerpo generador de la lluvia de meteoros Perseidas). Descubrió su último cometa a la edad de 79 años.

## Características orbitales
Swift está situado a una distancia media del Sol de 2,610 ua, pudiendo alejarse hasta 3,016 ua y acercarse hasta 2,203 ua. Su excentricidad es 0,155 y la inclinación orbital 13,51 grados. Emplea 1540,40 días en completar una órbita alrededor del Sol.

## Características físicas
La magnitud absoluta de Swift es 12,3. Tiene 8,859 km de diámetro y su albedo se estima en 0,316.